# Lytta roborowskyi
Lytta roborowskyi is een keversoort uit de familie van oliekevers (Meloidae). De wetenschappelijke naam van de soort is voor het eerst geldig gepubliceerd in 1887 door Dokhtouroff.